# Jan Bonin
Jan Bonin (ca. 1330 - mei 1382) was burgemeester van Brugge.

## Levensloop
Jan Bonin, poorter van Brugge, was een zoon van Jan Bonin, en een kleinzoon van Wouter Bonin. Hij behoorde tot de invloedrijke Brugse familie Bonin. Zijn vader, Jan Bonin zoon van Wouter, zetelde negen ambtstermijnen als schepen in de Brugse stadsmagistraat.
Ook hij vervulde talrijke functies in het stadsbestuur. Ook al is het niet altijd eenvoudig hem te onderscheiden van twee naam-, voornaam- en tijdgenoten, kan men hem de volgende functies toewijzen:
- Raadslid in 1359, 1360 e, 1363.
- Schepen in 1359, 1361, 1362, 1366 en 1379.
- Burgemeester van de schepenen in 1364, 1370, 1372 en 1378.
- Burgemeester van de raadsleden in 1367, 1369, 1371, 1375 en 1377.
- Hoofdman van het Sint-Donaassestendeel in 1365, 1368, 1373, 1374, 1375 en 1376.

Jan Bonin was voogd van de Brugse leprozerie van het hospitaal van de Potterie, van het Sint-Janshospitaal en van het Bogardenklooster.
In 1369 vertegenwoordigde hij de stad Brugge in Gent bij het huwelijk van Margaretha van Male en Filips de Stoute. 
Hij behoorde tot de slachtoffers die begin mei 1382 vermoord werden door de Gentse troepen van Filips van Artevelde die, na hun overwinning op het Beverhoutsveld, Brugge waren binnengevallen.
Hij was getrouwd met Gertrude van de Walle (†1383). Ze hadden een dochter, Lutgarde. Moeder en dochter werden begraven in de Onze-Lieve-Vrouwekerk. Jan Bonin werd begraven in een massagraf op de Braamberg, na de slachtpartijen aangericht door de Gentenaars.

## Bron
- Stadsarchief Brugge, Lijst van Wetsvernieuwingen.